# Pontificia Universidad Católica del Ecuador
La Pontificia Universidad Católica del Ecuador (PUCE) es la primera universidad privada del Ecuador y una institución de educación superior con una sólida trayectoria. Fue fundada en 1946 por la Compañía de Jesús y el entonces Arzobispo de Quito, Cardenal Carlos María de la Torre. El destacado catedrático jesuita P. Aurelio Espinosa Pólit, S.J., cofundador de la universidad, se desempeñó como su primer rector. La Facultad de Jurisprudencia fue la primera en iniciar actividades académicas, bajo el liderazgo de su primer decano, el diplomático y ex Canciller de la República, Julio Tobar Donoso.

## Historia

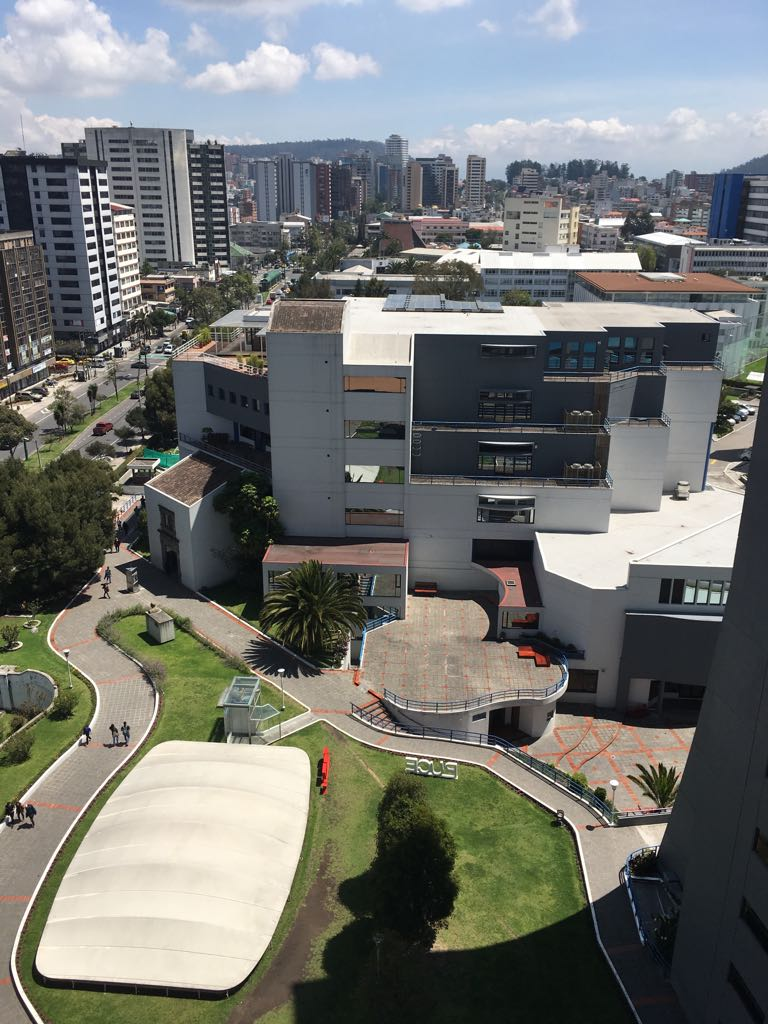
Vista Pontificia Universidad Católica del Ecuador

El 2 de julio de 1946, el doctor José María Velasco Ibarra, presidente de Ecuador de ese entonces, expidió el decreto 1228, que autorizaba el funcionamiento de universidades particulares. Este decreto fue inscrito en el Registro Oficial n.° 629 del 8 de julio del mismo año. Con este antecedente, el 4 de noviembre de 1946, la Pontificia Universidad Católica del Ecuador  fue fundada. El padre Aurelio Espinosa Pólit, S.J., fue nombrado rector. Espinosa Pólit fue el encargado de conseguir la sede, el financiamiento, la planta docente y de elaborar los planes de estudio para el funcionamiento de la PUCE. El arzobispo de Quito, monseñor Carlos María de la Torre, celebró una misa en la Basílica del Voto Nacional el 4 de noviembre y bendijo la sede de la calle Bolívar n.º 343. Al día siguiente empezó el primer ciclo académico con una sola facultad, la Facultad de Jurisprudencia, con 54 estudiantes.
La segunda facultad en crearse fue la Facultad de Economía en octubre de 1949. El gobierno central destinó una parte del presupuesto general del estado para la educación; por este motivo en 1952 el Congreso de la República decretó un aporte de s/. 100.000 (cien mil sucres) del Estado para la Universidad. Con este dinero, en 1953 se logró abrir la tercera facultad que fue la de Ciencias de la Educación. Después de la instauración de estas tres facultades, el 24 de enero del año 1957 se inauguró el campus de la avenida 12 de Octubre, en el terreno donado por la señorita Leonor Heredia Bustamante. La Congregación de Seminarios y Universidades de la Santa Sede, presidida por el cardenal José Pizzardo, le confirió oficialmente el título de Universidad Católica en julio de 1954. Un año más tarde, el presidente José María Velasco Ibarra condecoró a la Universidad Católica con la Orden Nacional ‘Al Mérito’, en el grado de Comendador al inaugurarse su décimo año lectivo en octubre de 1955.
La cuarta facultad en crearse fue la Facultad de Ingeniería Civil en octubre de 1961. En mayo del mismo año, el doctor Luis Enrique Orellana Ricaurte, S.J. se posesionó como rector de la Universidad, y al siguiente año se confió la dirección de la Universidad a la Compañía de Jesús, con beneplácito y agradecimiento del padre Juan B. Janssens, S. J., prepósito general de la Orden.
En abril de 1963, la Congregación de Seminarios y Universidades, por delegación recibida de su santidad el papa Juan XXIII , otorgó a la Universidad Católica el título de Pontificia. Este mismo año se inició con la Escuela de Trabajo Social, transformando así en unidad académica universitaria a la ya existente Escuela de Trabajo Social ‘Santa Mariana de Jesús’. También en 1963 comenzaron sus actividades los Institutos tanto de Lenguas y como de Ciencias.
En 1965 se instauró la Escuela de Enfermería y en el año 1968 se creó la Escuela de Tecnología Médica que posteriormente se anexaría a la Facultad de Medicina.
En agosto de este año fue nombrado rector de la Pontificia Universidad Católica del Ecuador el máster Alfonso Villalba Aulestia, S.J.
Dos años después, en 1970, se fundó la Facultad Eclesiástica de Ciencias Filosófico–Teológicas y la Facultad de Ciencias Humanas, en 1971, cuando el doctor Hernán Malo González, S.J., fue nombrado rector de la Universidad.
En febrero del año de 1978, se posesionó como nuevo rector el doctor Hernán Andrade Tobar, S.J. En ese año se introdujeron cambios significativos en las escuelas dentro de la Universidad; sin embargo, es para el año de 1981 que se da el primer cambio oficial, cuando se crea la Facultad de Ciencias Administrativas y Contables que pertenecía a la Facultad de Economía y se vuelve autónoma.

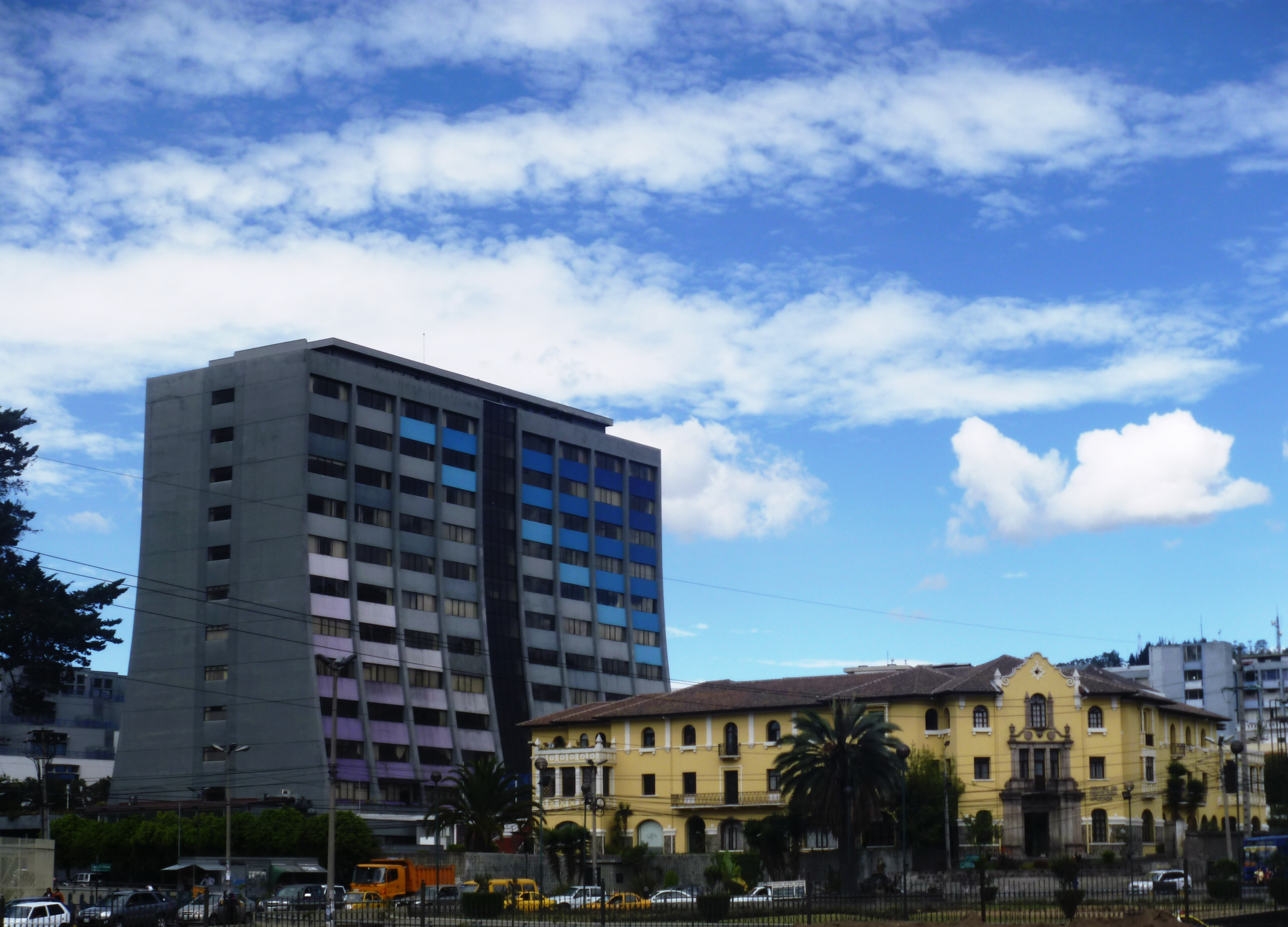
Vista del extremo suroccidental del Campus de la Universidad Católica, Quito.

Con estos nuevos cambios en el año de 1985, el doctor Julio César Terán Dutari, S.J., asume el rol como nuevo rector de la PUCE y con nuevas ideas decide transformar el antiguo Instituto de Lenguas y Lingüística en la Facultad de Lingüística y Literatura.
Siguiendo una línea del tiempo con respecto a la creación de las escuelas, en 1988 se crea la Facultad de Ciencias Exactas y Naturales, en 1992 la Facultad de Psicología y para el año de 1994 se crearon la Facultad de Arquitectura, Diseño y Artes y la Facultad de Medicina.
En 1995, se posesiona como nuevo rector el doctor Hernán Andrade Tobar, S.J; para el año 2000 el doctor José Ribadeneira Espinosa, S.J. y en el año 2005 el doctor Manuel Corrales Pascual, S.J. En el 2015, el doctor Fernando Ponce León, S.J., fue nombrado rector de la PUCE.

Es importante mencionar que en los años 1966, 1971 y 1983 se dictaron leyes que reconocieron la autonomía plena de la PUCE, consagrada ya por la Carta Política de 1946–1947.

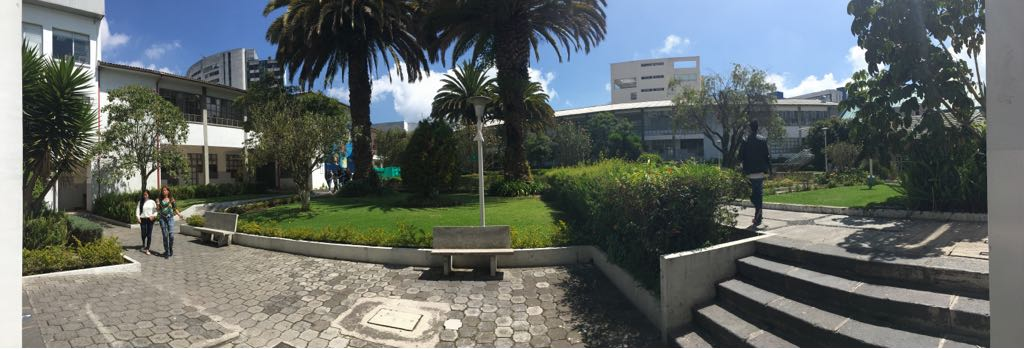
Parque de teología

## Modelo educativo

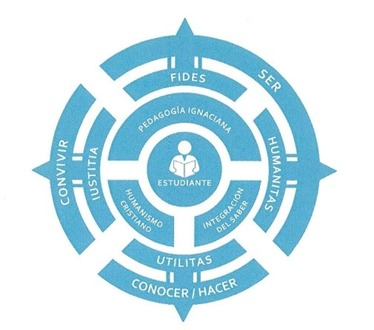
Modelo de persona, según la Pedagogía Ignaciana.

El centro de la educación en la universidad es el estudiante. El nuevo modelo educativo busca el desarrollo de un proyecto de vida, más allá de la profesionalización. Este desarrollo se sustenta en los principios del humanismo cristiano, la pedagogía ignaciana y la integración del saber. En este sentido, el objetivo es desarrollar competencias para la vida sintetizados en el saber conocer, hacer y ser.  
El modelo educativo propone seis competencias transversales en todo el proceso educativo. En este modelo cada estudiante buscará aprender a ser:   
1. Humanista en su proyecto vital. Defender la dignidad humana y la naturaleza como nuestra Casa Común.
2. Comprometido con los ámbitos social, político y ambiental. Reflexionar y participar activamente.
3. Crítico y analítico. Generar opinión y considerar diversas perspectivas en el análisis.
4. Competente para crear, innovar y emprender. Fomenta la creatividad y el espíritu propositivo.
5. Comunicador asertivo. Lograr un diálogo abierto y transparente.
6. Motivado para ser más. Tener pasión por lo que se hace.[5]

## Unidades Académicas
En 2025, la PUCE reorganizó sus facultades, fomentando la conexión de conocimientos y saberes. Esto con el objetivo de encontrar soluciones a los retos actuales.
Desde la idea de conectar diferentes saberes y conocimientos se propone a la ecología integral como eje académico. En torno a este, se integran estas cuatro áreas de conocimiento:
- Salud integral.  Desde la medicina, la enfermería, la psicología y otras disciplinas, la PUCE promueve un enfoque integral que pone al ser humano en el centro.
- Ciencias Sociales y Humanidades. Para transformar la sociedad, primero debemos comprenderla. A través del derecho, la economía, la comunicación y las ciencias humanas, analizamos cómo nos organizamos, interactuamos y construimos un mundo más justo e inclusivo.
- Hábitat, Ingenio y Creatividad. Las ciudades, los espacios y las infraestructuras que habitamos son el resultado de la creatividad humana.
- Sostenibilidad y recursos naturales. Por otro lado, el hábitat no es solo nuestro entorno, es la base de la vida. Para proteger el medioambiente y gestionar los recursos de manera responsable, ciencia y tecnología trabajan juntas.

Facultades:
1. Hábitat, Infraestructura y Creatividad
  - Grado: Arquitectura, Artes Visuales, Diseño de Productos, Diseño Gráfico, Ingeniería Civil, Ingeniería en Sistemas de la Información.
  - Posgrado: Maestría en Artes y Educación, Maestría en Geotecnia  Aplicada, Maestría en Ingeniería Civil, Maestría en Redes de Próxima      Generación y Maestría en Sistemas de Información mención Data Science.
2. Derecho y Sociedad
  - Grado: Antropología, Arqueología, Ciencias Políticas, Derecho (Presencial), Derecho (Semipresencial), Gestión Social y Desarrollo, Historia, Hospitalidad y Hotelería, Relaciones Internacionales y Sociología.
  - Posgrado: Maestría en Derecho Ambiental y Política en el contexto del Cambio Climático, Maestría en Derecho Constitucional, Maestría en Derecho mención Gestión Pública, Maestría en Derecho Penal, Maestría en Género y Desarrollo y Maestría en Gestión de conflictos en entornos corporativos
3. Economía y Gestión Empresarial
  - Grado: Administración de Empresas, Administración en Turismo y  Hospitalidad, Contabilidad y Auditoría, Economía, Finanzas, Marketing y      Negocios Internacionales.
  - Posgrado: Maestría en Administración de Empresas MBA, Maestría en  Economía mención Desarrollo Económico y Políticas Públicas, Maestría en Finanzas con mención en Dirección Financiera, y Maestría en Gestión de conflictos en entornos corporativos.
4. Aprendizaje, Lenguas y Comunicación
  - Grado: Comunicación y Creatividad Multiplataforma, Educación  Básica (Semipresencial), Educación Inicial (Presencial), Educación Inicial (Semipresencial), Lenguas Aplicadas a los Estudios Globales, Lingüística, Literatura, Pedagogía de las Artes y Humanidades      (Semipresencial), y Pedagogía Musical (Semipresencial).
  - Posgrado: Maestría en Artes y Educación, Maestría en Educación con mención en Educación Física y Deporte, Maestría en Educación con mención  en Inteligencia Artificial y Entornos Virtuales, Maestría en Innovación  en Educación, Maestría en Pedagogía de la Historia y las Ciencias  Sociales, Maestría en Pedagogía de las Ciencias Experimentales con mención en Matemática y Física y Maestría en Pedagogía de las Ciencias Experimentales con mención en Química y Biología.
5. Salud y Bienestar
  - Grado: Enfermería, Fisioterapia, Laboratorio Clínico, Medicina, Medicina Veterinaria, Nutrición Dietética, Odontología, Psicología Clínica, Psicología Educativa, Psicología Organizacional.
  - Posgrado: Maestría en Aseguramiento de la Calidad de Laboratorios, Maestría en Diabetes y Obesidad, Maestría en Epidemiología para la Salud Pública, Maestría en Gestión de Calidad en Salud y Seguridad del  Paciente, Maestría en Gestión del Cuidado con mención en Unidades de Emergencias y Unidades de Cuidados Intensivos, Maestría en Nutrición Clínica del Niño y del Adolescente, Maestría en Psicología Clínica con  mención en Psicopatología y Psicoanálisis, Maestría en Psicología con mención en Evaluación en Intervención Psicoeducativa, Maestría en Psicología Forense y Peritaje, Maestría en Terapia del Deporte y Ejercicio.
  - Además, más de 30 especialidades en Salud.
6. Ciencias Exactas, Naturales y  Ambientales
  - Grado: Bioingeniería, Biología, Ciencia de Datos, Ciencias Biomédica,  Microbiología y Química.
  - Posgrado: Maestría en Biología y Maestría en Biología  Computacional.
7. Facultad Internacional de Innovación PUCE – Icam
  - Grado: Ingeniería Integral.
8. Eclesiástica de Ciencias Filosófico-Teológicas
  - Grado: Filosofía, Filosofía Política y Economía, y Teología.
  - Posgrado: Maestría en Filosofía y Maestría en Teología.

## PUCE TEC
PUCE TEC es la Unidad Académica de la PUCE creada para desarrollar e implementar el tercer nivel de formación técnico y tecnológico, con una oferta académica práctica, con alto impacto en los sectores productivos del país y con presencia en sus siete sedes.
Además, en Ecuador, en las instalaciones de PUCE TEC funciona el centro UNEVOC, el primero del país. 
Su oferta académica es: 
- Tecnología Superior Universitaria en Acción Pastoral
- Tecnología Superior en Atención Integral a Adultos Mayores
- Tecnología Superior Universitaria en Desarrollo de Software
- Tecnología Superior en Enfermería
- Tecnología Superior en Fotografía
- Tecnología Superior en Gestión Culinaria
- Tecnología Superior en Procesamiento de lácteos
- Tecnología Superior en Administración de las Organizaciones de la Economía Popular Solidaria
- Tecnología superior en Emprendimiento
- Tecnología Superior en Construcción
- Tecnología Superior Universitaria en Interpretación de Lengua de Señas
- Tecnología Superior Universitaria en Administración
- Tecnología Superior en Gestión del Talento Humano
- Tecnología Superior en Ventas
- Tecnología Superior Universitaria en Gastronomía
- Tecnología Superior en Marketing
- Tecnología Superior en Desarrollo Infantil Integral

## PUCE Virtual
El crecimiento de la educación virtual en la última década ha sido exponencial. La PUCE no es nueva en esto, pues ha desarrollado educación en línea desde 2021, ofreciendo programas de cuarto nivel.
Este campus incorpora una metodología educativa basada en la heutagogía, un enfoque de aprendizaje autodirigido que permite a los estudiantes gestionar su conocimiento con autonomía, flexibilidad y apoyo tecnológico. Además, los usuarios cuentan con el acompañamiento de mentores y tutores para un mejor proceso de aprendizaje.
Desde 2025, la oferta se amplió a grado y tecnologías y se repotencian sus maestrías. Para 2030, PUCE Virtual se proyecta alcanzar aproximadamente 6.000 estudiantes.

## Becas y ayudas económicas
La PUCE ofrece varios tipos de beca: por excelencia académica, directa, excelencia deportiva y cultural, solidaridad, discapacidad, pueblos y nacionalidades, comunidades indígenas, comunidades religiosas, entre otras.

Para acceder a una beca se debe cumplir con el proceso de admisiones de la PUCE y seguir la guía a través de su web. Se deberá cumplir con los plazos establecidos, así como entregar toda la documentación que se solicite.

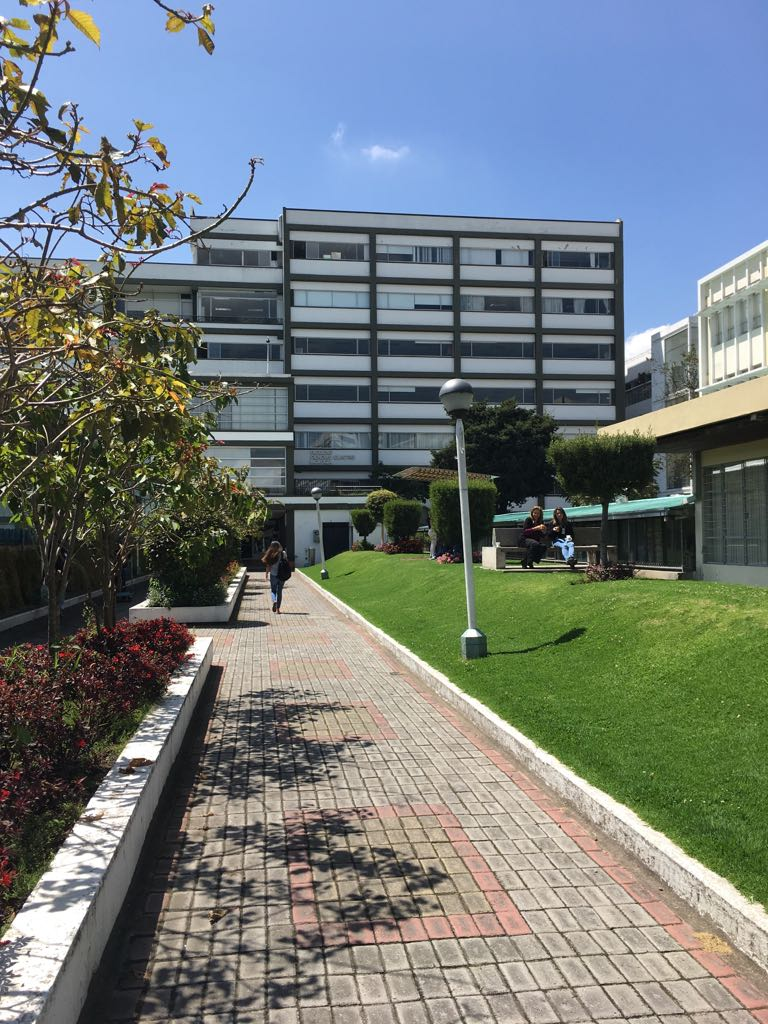
Facultad de ciencias exactas y naturales

## Museos, bibliotecas, centros culturales y de investigación
La Pontificia Universidad Católica del Ecuador ofrece dentro de sus instalaciones en Quito el acceso a los siguientes museos: Museo de Zoología QCAZ y Museo Jacinto Jijón y Caamaño.

### Museo de Zoología QCAZ

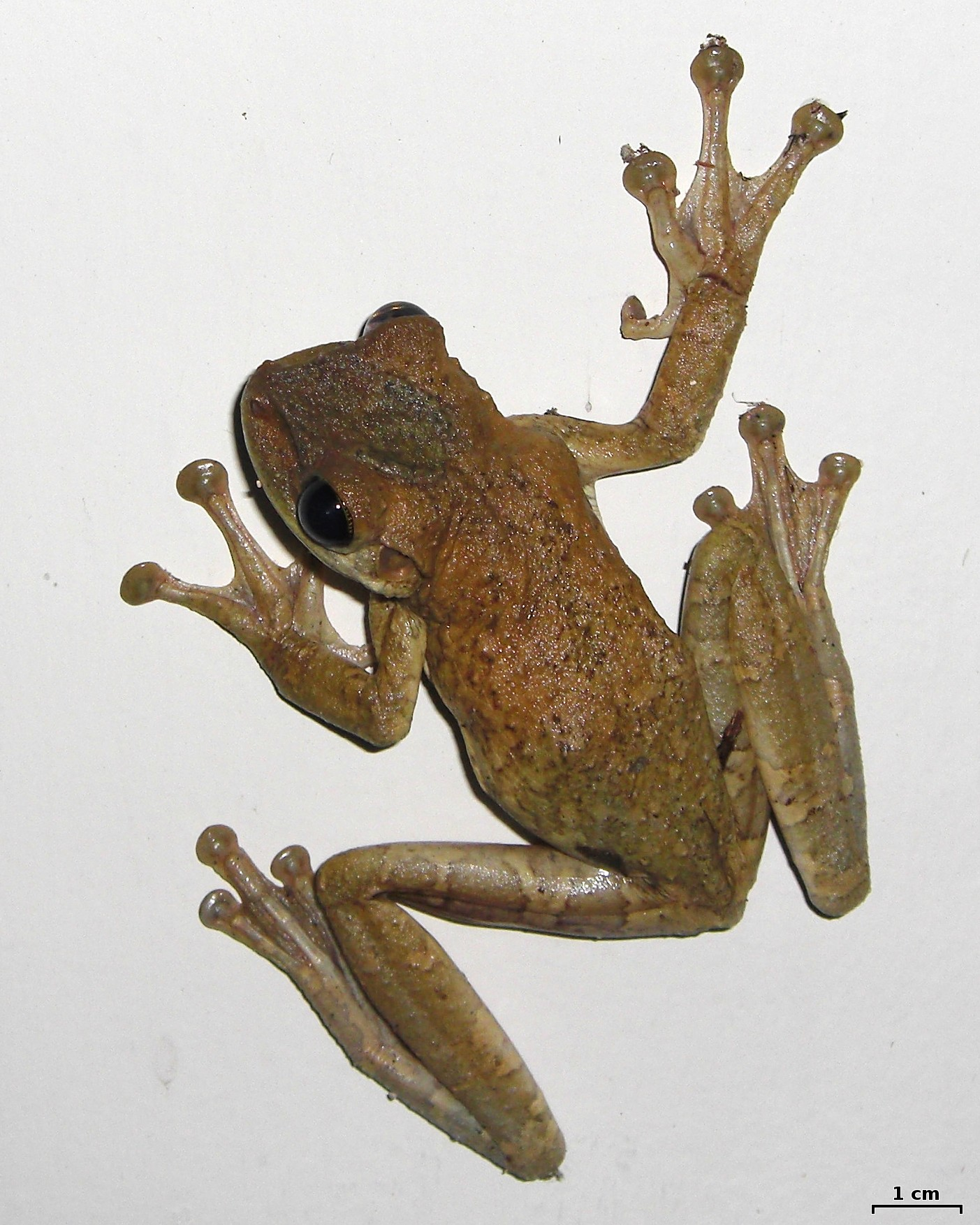
Espécimen amazónico

El Museo de Zoología de la PUCE, cuyo acrónimo es QCAZ (Quito-Católica-Zoología), es reconocido a nivel nacional e internacional por sus colecciones biológicas, su personal de alto nivel académico y las investigaciones que en él se realizan. El QCAZ posee cerca de medio millón de especímenes, de entre los cuales aproximadamente 103.000 son vertebrados, lo cual lo posiciona como la colección de fauna más grande del Ecuador. Vale recalcar que la colección está formada principalmente por especímenes ecuatorianos e incluye numerosos especímenes tipo, los cuales están disponibles para intercambio y préstamo en concordancia con la legislación ecuatoriana y según normas museológicas. El QCAZ está adscrito administrativamente a la Escuela de Biología de la Facultad de Ciencias Exactas, Naturales y Ambientales.
Considerado como uno de los museos más importantes del mundo y como parte de la comunidad universitaria, el QCAZ se enfoca en la labor colectiva con principios éticos y al más alto nivel académico, para generar conceptos y ejecutar acciones para un mejor entendimiento, apreciación, y conservación de la vida animal. Para el QCAZ es fundamental apoyar las investigaciones zoológicas; educar a través de la docencia y las exposiciones públicas y salvaguardar de modo permanente muestras representativas de la fauna.
Cada sección del museo aloja un conjunto de ejemplares zoológicos, etiquetados y registrados en los archivos correspondientes, ordenados taxonómicamente, y preservados y protegidos según estándares museológicos. De igual manera, en cada sección se encuentran laboratorios de investigación y personal asociados. El museo también cuenta con uno de los bancos de genoma animal más grandes de Latinoamérica.

### Museo Jacinto Jijón y Caamaño

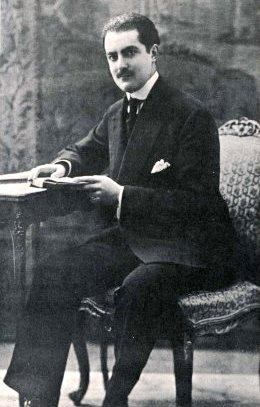
Jacinto Jijón y Caamaño

El Museo Jacinto Jijón y Caamaño de la PUCE es un museo universitario, dotado de tecnología de última generación, interactivo, pedagógico y lúdico que expone el pensamiento de este investigador ecuatoriano con base en su visión de la historia del país, la cual nace a partir de sus estudios arqueológicos, antropológicos, lingüísticos y etnográficos. El museo también representa una muestra de lo que Jijón y Caamaño atesoró como coleccionista científico y selectivo de arte ecuatoriano y de documentos. La exposición se desarrolla de acuerdo a ejes temáticos de arqueología, etnografía, arte e historia, y exhibe 1.200 bienes culturales provenientes de los diversos fondos del museo: Jacinto Jijón y Caamaño, José Gabriel Navarro, Carlos Bossano y PUCE. En la misma línea, cabe mencionar que las muestras arqueológicas tienen origen ecuatoriano, peruano y centroamericano, mientras las muestras etnográficas provienen de la Amazonía; todas estas agrupadas con el arte colonial, republicano y las reliquias históricas.

### Biblioteca

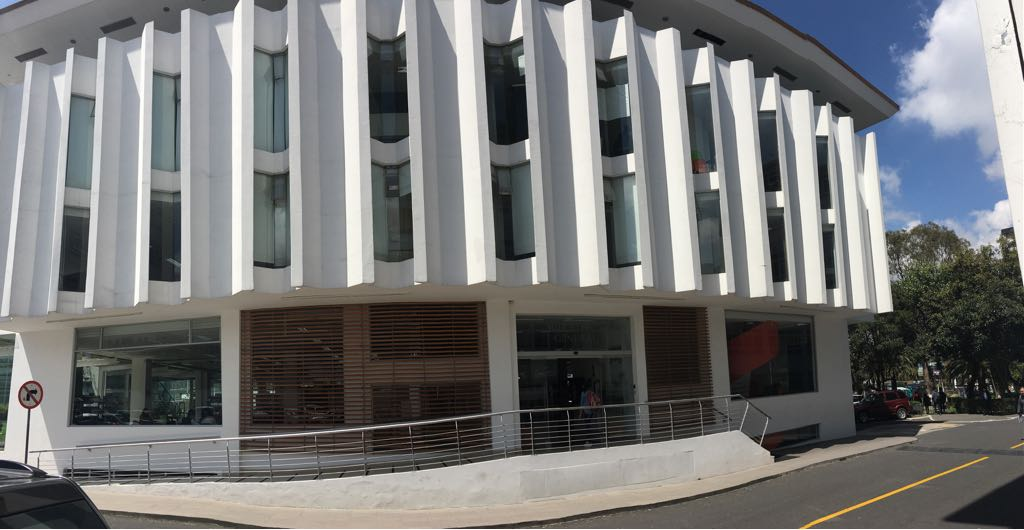
Biblioteca PUCE

La Pontificia Universidad Católica del Ecuador cuenta con una biblioteca general la cual funciona como eje transversal y plataforma de soporte para la creación de conocimiento que incluye la investigación, docencia y la extensión social. Adicionalmente, cuenta con una Hemeroteca y Biblioteca virtuales, las cuales poseen importantes bases de datos que permite al usuario tener acceso a una información científica actualizada y a su vez satisface a las necesidades de investigación del usuario.

### Estación Yasuní
La Estación Científica Yasuní fue fundada el 25 de agosto de 1994 por el Estado Ecuatoriano, se encuentra ubicado en la región amazónica de Ecuador, provincia de Orellana. La Estación está dentro del parque nacional de Yasuní, el cual fue creado en 1979 con una extensión aproximada de 9 820 km², en la cuenca del alto Napo. Esta Estación Científica es administrada directamente por la Pontificia Universidad Católica del Ecuador.
La Estación Científica Yasuní cuenta con una gran diversidad de hábitats terrestres que incluyen bosques de tierra firme, bosques inundables; también se encuentran ríos de agua blanca, así como varias lagunas (meandros del río) y quebradas de agua negra. Adicionalmente, las condiciones ambientales que posee el área son ventajosas e ideales para aquellos investigadores especializados en ciencias ambientales, interesados en desarrollar los conocimientos sobre la constitución y el funcionamiento del ecosistema. 
La Estación Científica Yasuní está fundada en el principio de que la ciencia y la tecnología son campos fundamentales para mantener una sociedad saludable y respetuosa hacia la vida. Por otro lado, aunque rodeados principalmente de bosque primario, en las cercanías también es posible encontrar pequeños parches de bosque secundario, obras de infraestructura (ej. carretera, instalaciones petroleras) y asentamientos humanos (comunidades indígenas Waorani).
Este espacio brinda a los investigadores de ecología aplicada, biología de la conservación, antropología y sociología una oportunidad única para abordar las relaciones humano-naturaleza, los impactos ambientales y culturales y en general problemas de la conservación que enfrenta este sector. 

### Centro Cultural
En el año de 1998, el Centro Cultural de la PUCE inicia sus actividades. En el mismo se realizan exposiciones de artes plásticas, escultura, fotografía, arte figurativo, grabado e instalaciones.
El arte moderno y Arte abstracto en el Centro Cultural de la PUCE, es un término propio de distintos ámbitos del mundo del arte (la historiografía del arte, la estética y teoría del arte y el mercado de arte), que pretende diferenciar una parte de la producción artística, que se identificaría con un determinado concepto de modernidad por oposición al denominado arte académico. Este representaría la tradición; mientras que el arte moderno representaría la experimentación.
Propuestas dentro del: performance, video art, happenings entre otros. Eventos de cine, documental, cortos. Congresos, encuentros, simposios culturales, académicos, científicos, y talleres abiertos de teatro, música, baile, danza.

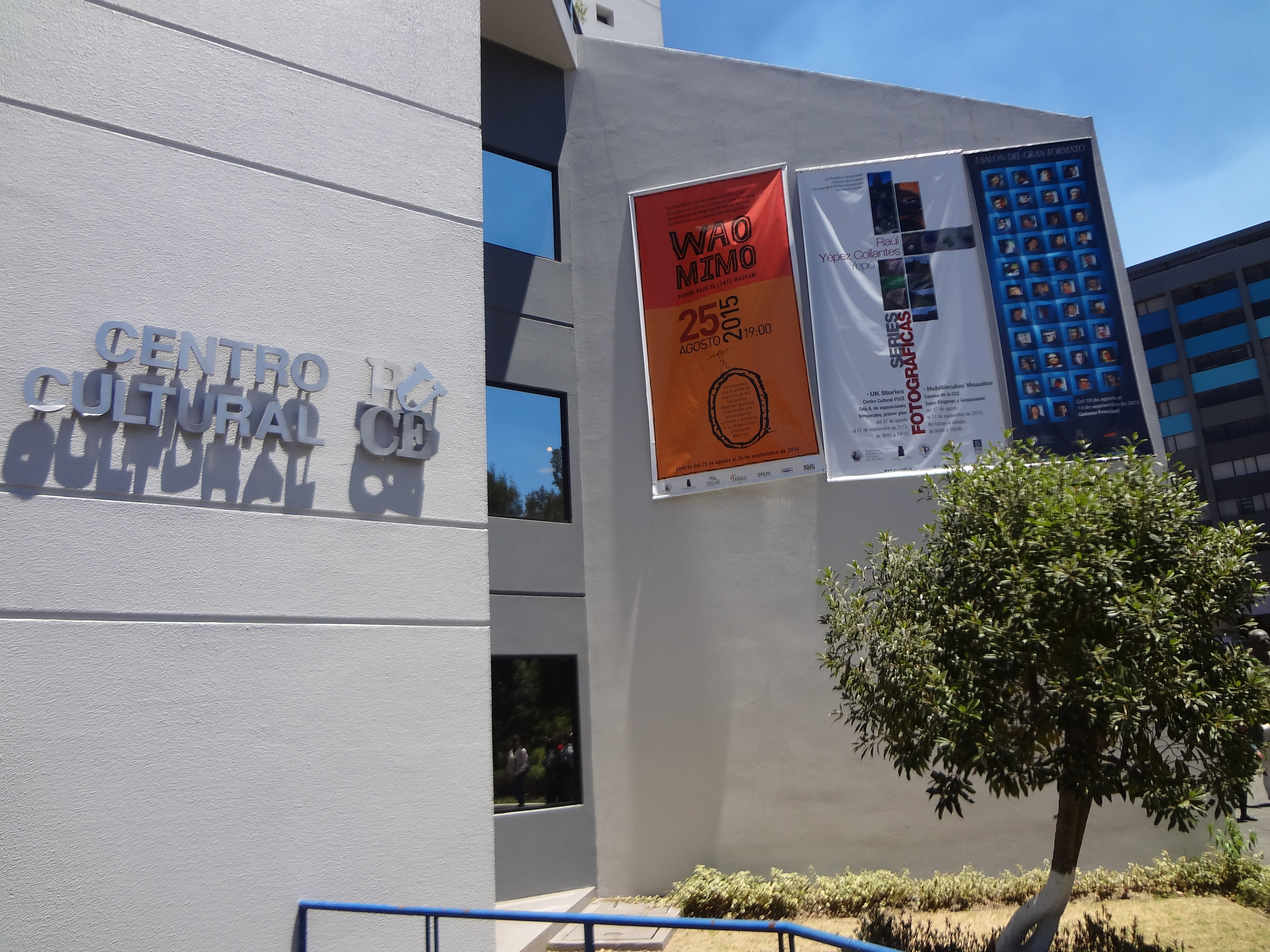
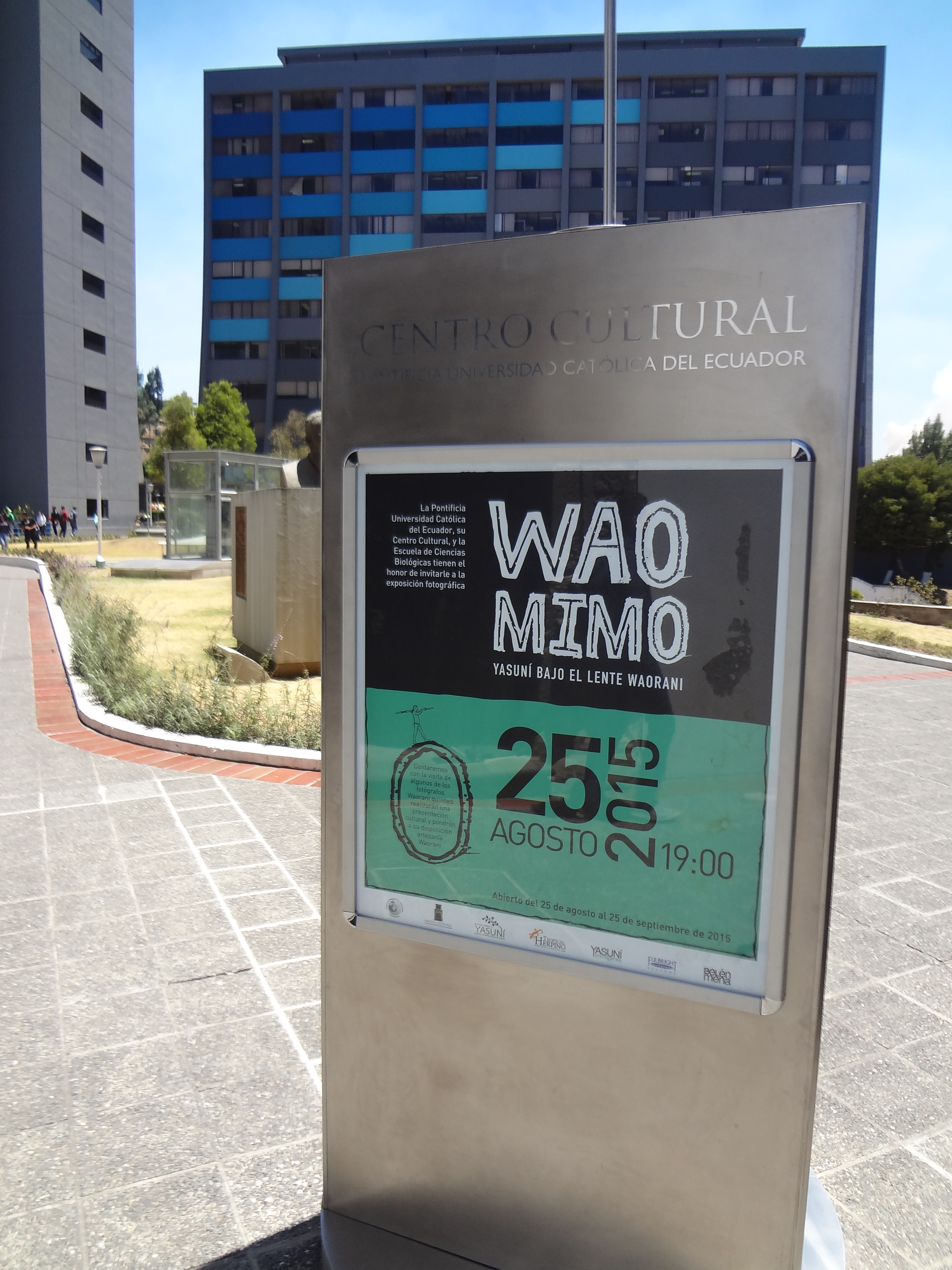
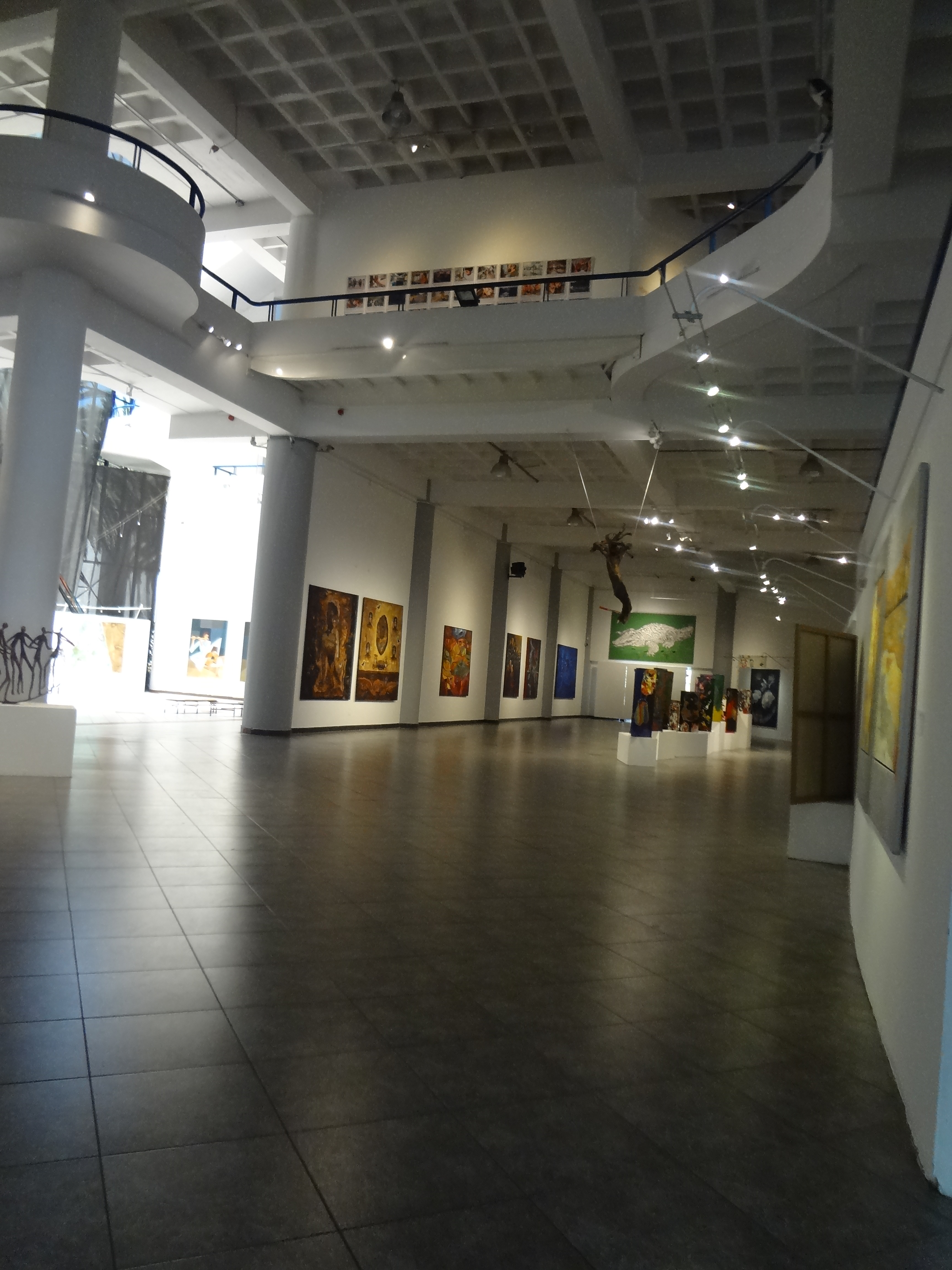
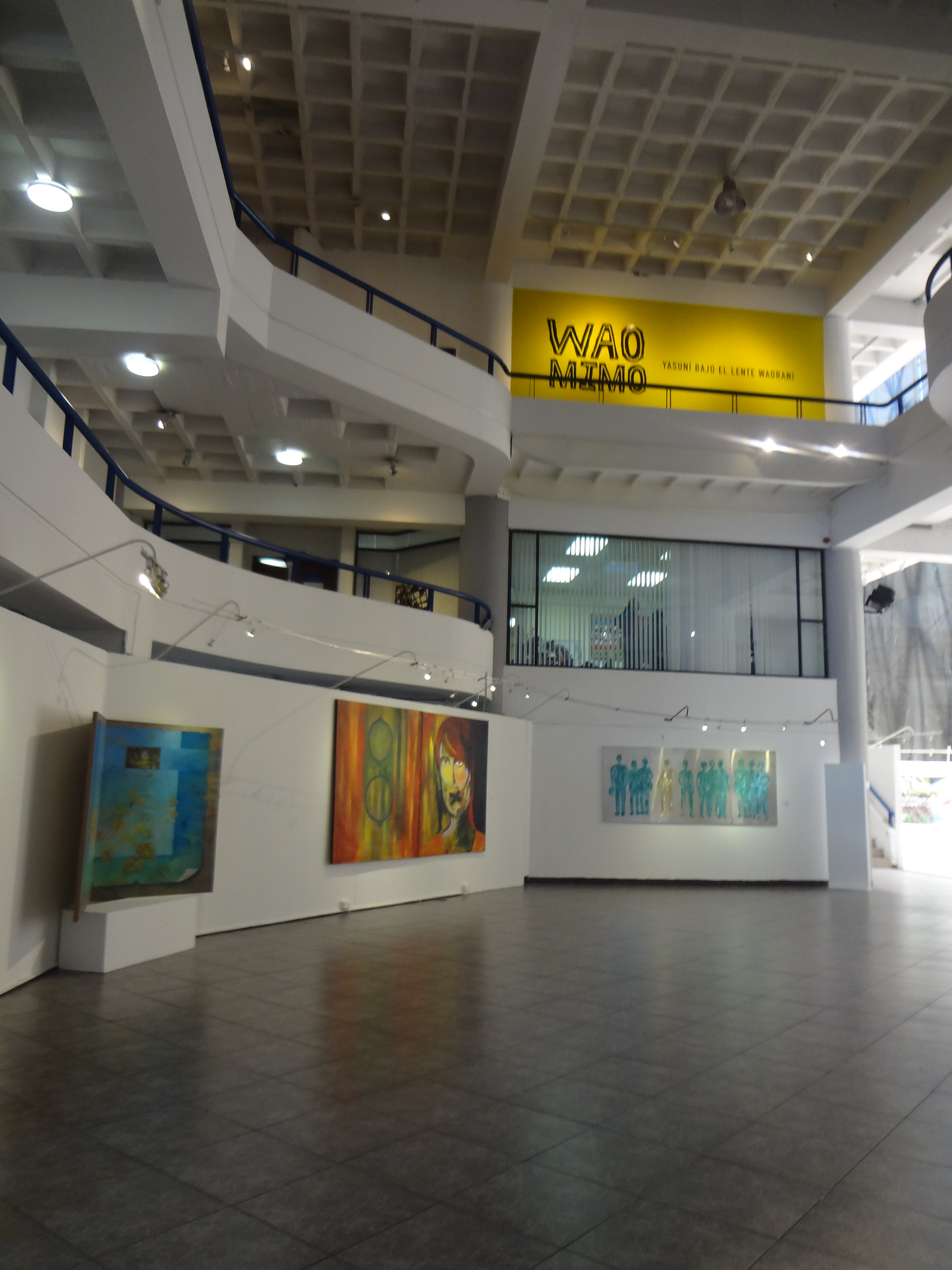
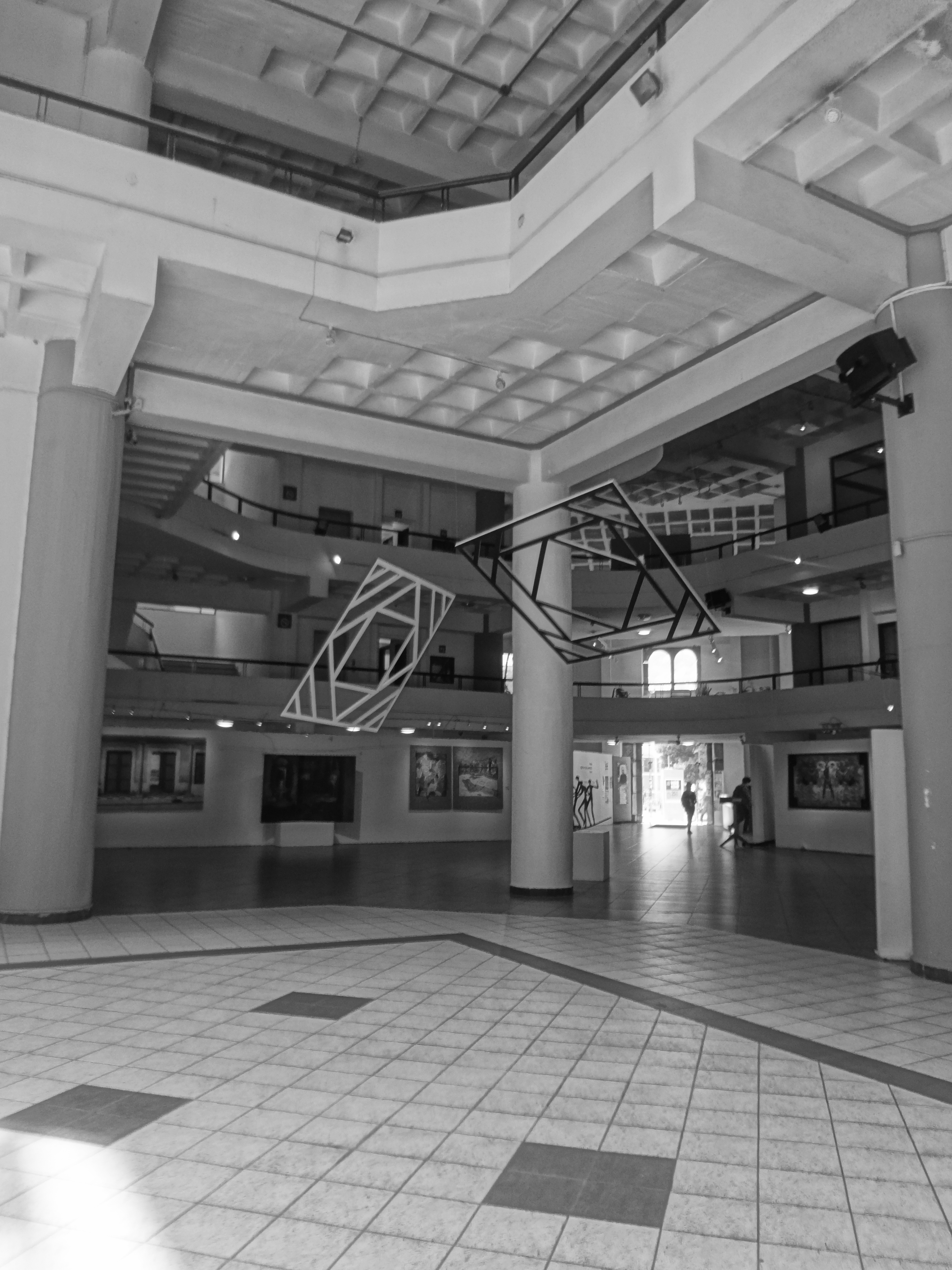

### Centro de Investigación para la Salud en América Latina (CISeAL)

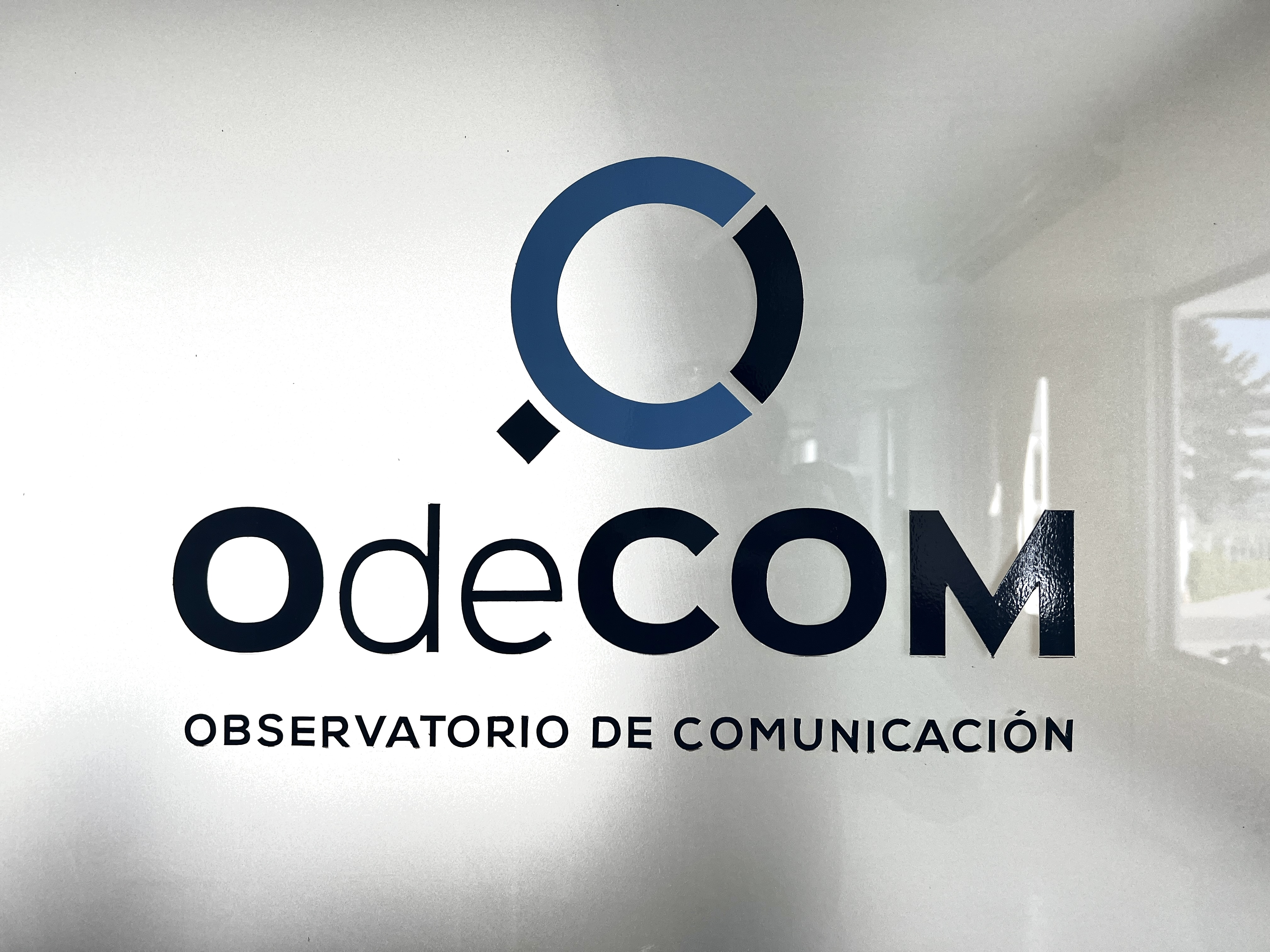
Foto logo OdeCOM

### Centro de Investigación para la Salud en América Latina (CISeAL)[11]
CISeAL nació como un pequeño laboratorio en 1999 y creció hasta convertirse en un centro gracias a la colaboración de la Pontificia Universidad Católica del Ecuador y la Universidad de Ohio, EEUU. El crecimiento del centro se dio con el apoyo de organizaciones ecuatorianas, como el Ministerio de Salud Pública y de organizaciones internacionales, como la Organización Mundial de la Salud y Los Institutos Nacionales de Salud de Estados Unidos. Actualmente es dirigido por el Dr. Jaime Costales.

### Observatorio de Comunicación (OdeCom)[12]
En 2019 se creó el Observatorio de Comunicación de la PUCE, un centro de investigación dedicado al estudio multidisciplinario de la comunicación en la ciudadanía ecuatoriana y miembro de la red UNITWIN de la UNESCO, tiene como objetivo proporcionar a la ciudadanía un espacio informativo que promueva el análisis crítico del impacto de los medios de comunicación en la formación de la sociedad digital en Ecuador, es dirigido por el Dr. Marco López Paredes  e impulsado por un equipo de docentes investigadores de la universidad.

## Premio Nacional de Literatura Aurelio Espinosa Pólit
La carrera de Lengua y Literatura es la organizadora del premio "Aurelio Espinosa Pólit", que constituye un reconocimiento a la creación literaria de ámbito nacional, con el fin de promover la producción literaria dentro de Ecuador.

## Autoridades[30]

### Universitarias
Gran Canciller
Excelentísimo Monseñor Alfredo José Espinoza Mateus, SDB
Vice Gran Canciller
Máster Daniel de Ycaza, S.J.
Rector
Padre Fernando Ponce León, S.J.
Vicerrector Docencia
Andrés Mideros Mora
Vicerrector Investigación
Juan Pablo Salgado

### Por facultad
Facultad de Hábitat, Infraestructura y Creatividad
Jorge Albuja
Facultad de Derecho y Sociedad
Elizabeth García
Facultad de Economía y Gestión Empresarial
Jorge Altamirano
Facultad de Aprendizaje, Lenguas y  Comunicación
Victoria Palacios
Facultad de Ciencias Filosófico-Teológicas
Padre Carlos Ignacio Man Ging Villanueva, S.J.
Facultad de Salud y Bienestar
Felipe Moreno-Piedrahita
Facultad de Ciencias Exactas, Naturales y Ambientales
Lorena Meneses
Facultad de Internacional de Innovación - PUCE Icam
Rafael Melgarejo

## Graduados destacados
- Jorge Salvador Lara. Político, diplomático, jurista, historiador, presidente de la Academia Ecuatoriana de la Lengua, excanciller de la República, columnista de opinión del Diario El Comercio e historiador ecuatoriano.[32] Entre sus obras publicadas se encuentran «Semblanza Apasionada de Isabel la Católica», «La Documentación sobre los Próceres de la Independencia y la Crítica Histórica», «La Patria Heroica: Ensayos Críticos sobre la Independencia», y muchas más que, aunque son tratadas desde una visión extremadamente regionalista, son el resultado de sus investigaciones históricas; «Voces del Alma en Fuga» y «Cuaderno del Combatiente», en las que hace gala de su sensible espíritu de poeta; «Memoria del Ministro de Relaciones Exteriores», «Discurso del Canciller Salvador Lara», etc. En noviembre de 1993, fue elegido Presidente del Instituto Panamericano de Geografía e Historia.[33]
- Iván Carvajal Aguirre. Poeta, filósofo, ensayista, catedrático universitario. En 1983 obtuvo el Premio Nacional de Literatura “Aurelio Espinosa Pólit” por su libro Parajes, y en 2013 el Premio a las Libertades "Juan Montalvo" (AEDEP). Entre sus obras se encuentran "Poesía Reunida", "Antología Mínima", "Parajes", "La Casa del furor", "La ofrenda del cerezo", etc.[34] Estuvo a cargo de la supervisión general y dirección de proyectos de la Corporación Cultural Orogenia.[35]
- Santiago Burneo. Biólogo, profesor e investigador de la Escuela de Ciencias Biológicas de la Pontificia Universidad Católica del Ecuador. Curador de la Colección de Mastozoología del Museo de Zoología. Coordinador del Programa para la Conservación de los Murciélagos del Ecuador. Ha publicado varios textos científicos y de divulgación en las áreas de ecología, sistemática y conservación de mamíferos.
- Mercedes Mafla. Ensayista, antologista, doctora en Literatura, magíster en Filología, docente e investigadora de la Escuela de Literatura de la Pontificia Universidad Católica del Ecuador. Ha publicado textos en las revistas Ulrika de Colombia y en la sección Libros de los diarios El Comercio y Hoy de Quito; su ensayo "Elementos barrocos en 'Sollozo por Pedro Jara' de Efraín Jara Idrovo" está incluido en las Memorias del VI Encuentro de Literatura Ecuatoriana "Alfonso Carrasco Vintimilla" (Cuenca, 1997). En 1998 prologó la selección de cuentos, Un extraño en el puerto, de Javier Vásconez publicada por Alfaguara de España.[36]
- Enrique Ayala Mora. Historiador ecuatoriano, político, catedrático e ideólogo del Partido Socialista - Frente Amplio.[37] Fundador y Exrector de la sede de Quito de la Universidad Andina Simón Bolívar. Miembro de los comités de la Historia General de América Latina de la UNESCO, y de la Historia de América Andina.[37] Es miembro de las academias de Historia de Bolivia, Ecuador y España, Asociación de Historiadores de América Latina, ADHILAC.(1986-87). Candidato a la Vicepresidencia de la República (1988). Miembro de la Asamblea Nacional Constituyente (1997-98); Vicepresidente de la Unión Interparlamentaria Mundial (1987-1988). Ha sido miembro de la Junta Consultiva de Relaciones Exteriores (1995-2002) y vocal del Consejo Nacional de Acreditación, CONEA (2006-2008). Presidente de la Comisión de Doctorados del Consejo Nacional de Educación Superior, Ecuador. (2008- 2010)[38]
- Jamil Mahuad. Expresidente de la República del Ecuador. Jamil Mahuad nació en Loja el 29 de julio de 1949, recibió una buena educación ética y formativa en el Colegio "San Gabriel" y en Católica del Ecuador, ambas en Quito y ambas regentadas por los padres de Jesús.[39]
- Osvaldo Hurtado Larrea. Expresidente de la República del Ecuador. Las calles de Quito lucían desoladas ese 24 de marzo de 1983. El Frente Unitario de Trabajadores (FUT) había convocado a un paro nacional de 48 horas que resultó exitoso, en parte, por las alianzas que logró con sectores estratégicos. La gente no podía movilizarse de un lugar a otro porque no había taxis ni transporte público. La Federación Nacional de Choferes y la Confederación Nacional de Transportistas plegaron al llamado del FUT, que entonces aglutinaba a 150 organizaciones sindicales.[40]
- Fabián Alarcón. Expresidente interino de la República del Ecuador. Fabián Alarcón es hijo de Ruperto Alarcón Falconí, político y servidor público que disputó las elecciones presidenciales de 1952 como uno de los dirigentes del Partido Conservador Ecuatoriano (PCE) a José María Velasco Ibarra, y que luego sirvió de contralor general del Estado y embajador del Ecuador en España y México. Su madre adoptiva es la española Consuelo Albizú, segunda esposa del padre luego de enviudar cuando el muchacho tenía seis años.[41]
- Cristina Burneo. Profesora e investigadora de la Universidad Andina Simón Bolívar; también se ha dedicado a la traducción literaria y cumple con un activismo constante por la defensa de los derechos de las mujeres.
- Álvaro Alemán. Profesor e investigador de la Universidad San Francisco de Quito. Es miembro correspondiente de la Academia Ecuatoriana de la Lengua.
- Hernán Rodríguez Castelo. Literato, escritor e historiador de la literatura, crítico de arte, ensayista y lingüista; miembro de instituciones como la Real Academia Española de la Historia, Real Academia Española, Academia Nacional de Historia Militar, Academia Nacional de Historia Academia Paraguaya de la Lengua, Academia Estadounidense de la Lengua Española, Real Academia Española de la Historia, Casa de la Cultura Ecuatoriana “Benjamín Carrión”, Sociedad Ecuatoriana de Escritores (SEDE), Asociación Internacional de Críticos de Arte (AICA).[42] Logró los siguientes títulos académicos: Baccalaureatus en Teología y estudios de licenciatura y doctorado en Teología en la Universidad Pontificia de Comillas, España 1965; Licenciatura en Filosofía en la Pontificia Universidad Católica del Ecuador (7 de marzo de 1959); Licenciatura en Humanidades Clásicas en la Pontificia Universidad Católica del Ecuador (2 de octubre de 1956); Diploma por el curso “Evolución del pensamiento científico” en la Universidad Central del Ecuador (14 de septiembre de 1950).[43]
- Eugenia del Pino. Bióloga del desarrollo quiteña, en la Pontificia Universidad Católica del Ecuador, en Quito. En 2006, fue la primera ciudadana ecuatoriana elegida por la Academia Nacional de Ciencias de Estados Unidos. Después de sus estudios de doctorado, se unió a la Pontificia Universidad Católica del Ecuador y comenzó a estudiar la rana marsupial andina Gastrotheca riobambae, fundamentalmente sus adaptaciones reproductivas y de desarrollo en comparación con otras ranas tropicales y con la rana Xenopus laevis –rana ampliamente utilizada para estudios de desarrollo–. Estos estudios comparativos ayudaron a la comprensión de la relación entre evolución y desarrollo embriónico.[44]
- Irving Iván Zapater. Editor, gestor cultural, profesor universitario de derecho y economía; forjó el área cultural del Banco Central del Ecuador.
- Santiago Páez. Novelista, catedrático universitario, crítico, antropólogo y comunicador social.[45] Santiago Páez es uno de los pocos autores que ha escrito ciencia ficción y novela policial en Ecuador. Entre su producción narrativa se encuentran las novelas La reina mora (1997), Los archivos de Hilarión (1998), Shamanes y reyes (1999) y Condena madre (2000), Crónicas del breve reino (2006), Pirata viejo (2007) —que quedó finalista en el concurso Aurelio Espinosa Pólit—, Olvido (2010), Puñal (2012) y Ecuatox® (2014), y los cuentos Profundo en la galaxia (1994) y Aneurisma (2008). Santiago Páez también ha escrito ensayo, un guion para una novela gráfica, Angelus Hostis —ilustrado por Rafael Carrasco— y literatura infantil: El complot de las mamás (2007), El secreto de la ocarina (2008) y El secreto de los yumbos (2008).[46]
- Mauricio Rodas. abogado y político ecuatoriano, fundador del movimiento político Sociedad Unida Más Acción y Alcalde Metropolitano de Quito entre 2014 y 2019.[47]

## Sedes
La Pontificia Universidad Católica del Ecuador tiene su matriz en Quito, además de esto tiene 6 sedes en distintas regiones del país, estas son:
- Sede Ambato
- Sede Ibarra
- Sede Santo Domingo de los Tsáchilas
- Sede Esmeraldas
- Sede Manabí
- Sede Amazonía (Lago Agrio)

### Pontificia Universidad Católica del Ecuador sede Ibarra
La Sede de Ibarra de la Pontificia Universidad Católica del Ecuador fue creada el 29 de octubre de 1976. Inició sus actividades académicas con las Escuelas de: Administración de Empresas y Contabilidad Superior.
Historia
En octubre de 1977 se crea la Escuela de Quichua y el Instituto de Lenguas y Lingüística, un año más tarde se crea la primera especialización del país en Administración Hotelera y se apertura las Escuelas de Turismo y Construcciones Civiles. Las Escuelas creadas en los años 80´s son: la Escuela de Diseño (1982) y la Escuela de Ciencias de la Educación (1985) con especialización en Docencia Primaria, en el 87 se aprueba la especialización de Educación Física, un año después se autoriza la especialización en Docencia Pre-Primaria y la creación de la Escuela de Secretariado Ejecutivo Bilingüe. Finalmente el Programa "Tulcán", en la provincia del Carchi, se abre con la carrera de Tecnología en Administración de Empresas en 1987.
En la década de los 90´s aparecen las carreras de: Informática (1991), el mismo año se aprueba el funcionamiento de la licenciatura en Pedagogía, posteriormente la carrera de Ingeniería Comercial con mención en Administración de Empresas y mención en Contabilidad (1992), tres años más tarde se imparten las especializaciones de Historia y Geografía, Castellano y Literatura en la Escuela de Ciencias de la Educación, un año más tarde se crea la Escuela de Ciencias Agrícolas y Ambientales, y se da cabida a las carreras de: Comercio Internacional, Tecnología Judicial y Comunicación.
En el 2000 se concretan las escuelas de: Ingeniería en Sistemas (2003), un año después se aprueba la Ingeniería en Ciencias Ambientales y Eco-desarrollo, el mismo año se crea el Programa de Arquitectura, dos años más tarde la Escuela de Jurisprudencia es creada concluyendo con esta década se aprueban las carreras de Diseño y Producción de Vestuario y se abren las carreras de Gastronomía y de Zootecnia en el 2008.
Postgrados
El primer postgrado se oferta en 1998 con la Maestría en Desarrollo de la Inteligencia y Educación, dos años más tarde se aprueba la ejecución de la Maestría en Manejo Comunitario de Recursos Naturales, en el año 2005 se aprueba el Diplomado en Docencia Universitaria y al año siguiente se aprueba la Maestría en Administración de Empresas con mención en Negocios Internacionales y Gerencia de la Calidad y la Productividad. En el mismo año se aprueba la Maestría en Gerencia Informática, pudiéndose acoger a los títulos intermedios de Diplomado y Especialidad, por último en el 2008 se aprueba la Maestría en Lingüística Aplicada a la Enseñanza Bilingüe Español-Inglés.

### Pontificia Universidad Católica del Ecuador Sede Ambato
La Pontificia Universidad Católica del Ecuador Sede Ambato, trata de formar a profesionales a través de una educación garantizada impartida por profesionales calificados en su planta docente, técnica y administrativa . La universidad continua sirviendo a la ciudadanía y particularmente a la juventud en el centro del país, a través de la implantación de nuevas carreras que permitirán abrir vías de desarrollo para la sociedad.

### Pontificia Universidad Católica del Ecuador Sede Manabí
La PUCE inició en Manabí en el año 1990 por el Arzobispo de Portoviejo, José Mario Ruíz Navas, ante el Rector y el Consejo Superior de la Universidad. El proyecto Sede Manabí fue aprobado el 15 de enero del 1993, iniciando los servicios académicos en Manabí el 6 de mayo de 1996. El Dr. Carlos Moncayo Albán S.J. fue el primer Prorrector, encargado de realizar el estudio de factibilidad de esta Sede, las carreras estarían orientadas al desarrollo económico del Norte de Manabí, iniciando con las carreras de Ingeniería Hidráulica e Ingeniería Agroindustrial en la Ciudad de Chone y Biología Marina y Turismo en Bahía de Caráquez.
El terremoto de 1998 modificó el centro administrativo de la universidad, se debió trasladar desde Bahía a Portoviejo, ciudad donde se abrieron tres carreras de Ingeniería Hidráulica, de Administración de Empresas y de Turismo.
En el año 2000, asume el Prorrectorado el P. Homero Fuentes, SJ, formando profesionales que respondan a las necesidades de la provincia. Después de 16 años a frente inicia el Doctor Fernando Barredo Heinert S.J que busca reestructurar el funcionamiento de la Sede.
El terremoto del 16A, obligó a reenfocar su gestión en reconstrucción física de los campus y de los laboratorios y aulas de clase en los tres campus. El P. Barredo lideró el rediseño de las carreras existentes y la creación de proyectos de posgrado.
En julio del 2018 asume el Prorrectorado el Dr. José Luis Cagigal García, liderando un proceso de cambio holístico de la estructura y el funcionamiento de la PUCEM. Su firme convicción logró instaurar, en corto tiempo, nuevas carreras y programas, ubicar tecnología de punta en los tres campus para la enseñanza virtual, mejorar la infraestructura física y tecnológica para que las funciones sustantivas de la universidad.
En tres años de gestión la oferta académica de grado pasó de cinco a catorce carreras y la de posgrado de una a nueve maestrías, con una especialidad en Acuicultura. 